# Utz Anhalt

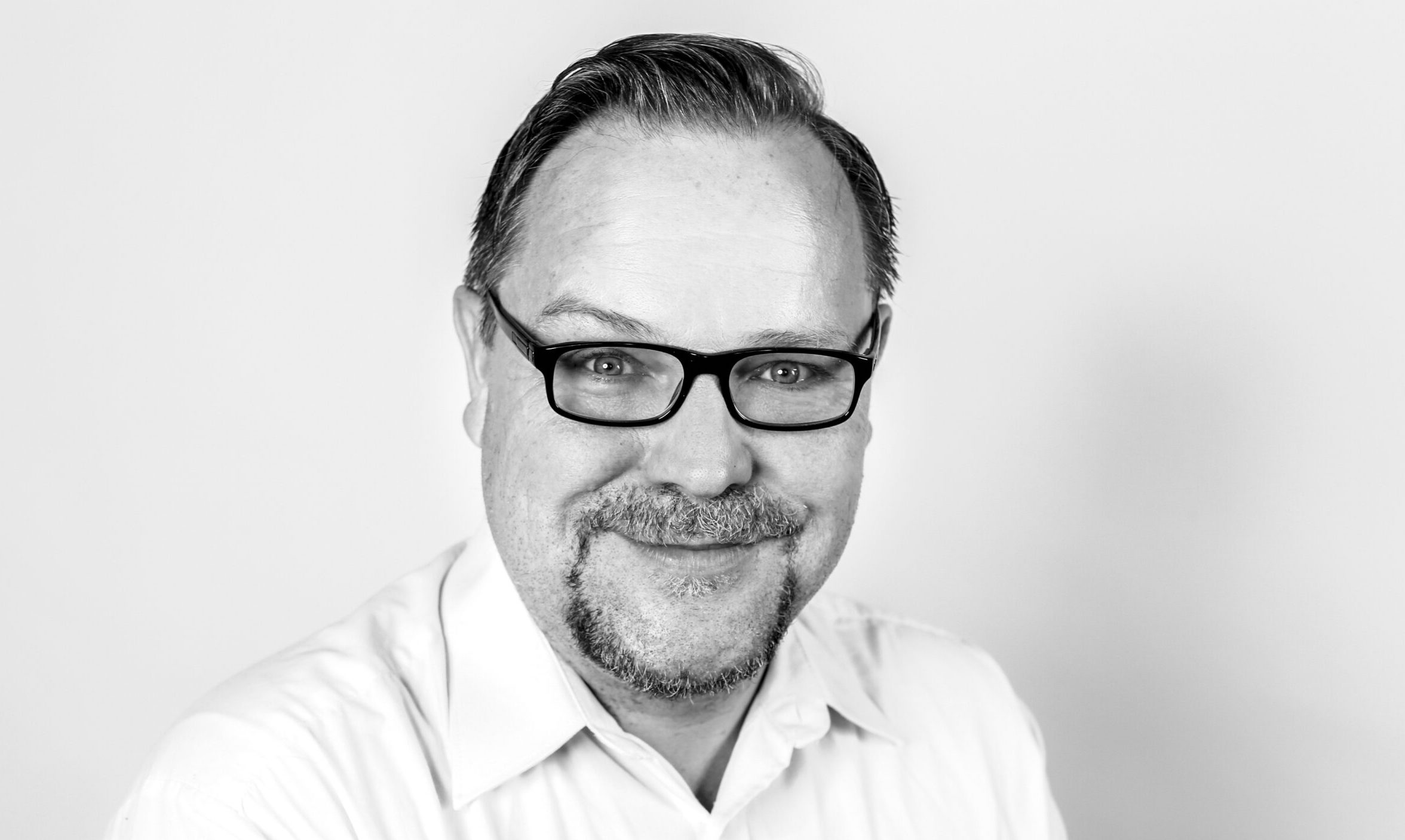
Utz Anhalt (2024)

Utz Anhalt (* 19. März 1971 in Hannover) ist ein deutscher Publizist, Sozialrechtsexperte, Historiker, Journalist, Buchautor und Dozent. Er verfasste wissenschaftliche Arbeiten zur historischen Anthropologie und dem Verhältnis von Wolf und Mensch.

## Leben und Wirken
Nach dem Abitur am Hölty-Gymnasium in Wunstorf absolvierte er von 1991 bis 1999 ein Studium der Geschichte und Politik an der Universität Hannover, das er mit einem Magister artium (M.A.) abschloss. In seiner Studienarbeit widmete er sich der historischen Anthropologie, insbesondere dem Verhältnis zwischen Mensch und Wildtier. Im Jahr 2007 promovierte Anhalt in Philosophie mit einer Dissertation zur Geschichte der Zoos, die er mit magna cum laude abschloss. Neben seinem Studium folgten Praktika, unter anderem im Museum Hexenbürgermeisterhaus in Lemgo und im Museum für Völkerkunde in Hamburg. Anhalt entwickelte in dieser Zeit ein Interesse für das Sozialrecht und Anthropologie.
Utz Anhalt arbeitet seit den frühen 2000er Jahren als Buchautor, Publizist und Redakteur. Er schreibt für Fachzeitschriften und Publikationen, darunter die Junge Welt, Taz, Neues Deutschland, Tagesspiegel, GEO.de, Karfunkel sowie Fachmagazine wie Museum aktuell, Nautilus – Magazin für Abenteuer und Phantastik, und Zillo Medieval. Bis 2017 war er Teil des Redaktionsteams der linken Publizistik Plattform Sozialistische Positionen.
Ein Schwerpunkt seiner Arbeit liegt im Bereich des Sozialrechts. Anhalt beschäftigt sich dabei vorwiegend mit Themen wie Bürgergeld, Rente und Schwerbehinderung. Er betreibt einen YouTube-Kanal mit dem Fokus auf Sozialrecht, wo er komplexe sozialrechtliche Fragen aufbereitet. Der Kanal hat fast 120.000 Abonnenten am 18. Juli 2025. Außerdem ist er als Dozent und Vortragsredner tätig. Er hält Vorträge und Seminare an verschiedenen Universitäten und Bildungseinrichtungen, darunter die Universität Hannover und die Hochschule für bildende Künste Hamburg. Seine Lehrtätigkeit umfasst Themen wie Schamanismusforschung, die Geschichte des Wolfes in der Menschheitsgeschichte sowie das Verhältnis von Mensch und Tier in Mythen und Religionen.
Er hat in den Medien verschiedene Beiträge in Form von Interviews geleistet, unter anderem für den Podcast Zeitzeichen des WDR über das Thema Bestie des Gévaudan sowie für den Deutschlandfunk und Die Welt.
Seine Veröffentlichungen über das Verhältnis von Wolf und Mensch erscheinen regelmäßig in Magazinen, wie dem Wolfmagazin, Sitz-Platz-Fuß, Dog Talking, Wuff, Ökojagd und BIOlife. 2022 veröffentlichte er einen Gastbeitrag in der deutschen Ausgabe von Land der Wölfe im Kynos Verlag.

## Veröffentlichungen (Auswahl)

### Sachliteratur
- Tiere und Menschen als Exoten: Die Exotisierung des ‘Anderen’ in der Gründungs- und Entwicklungsphase der Zoos. VDM Verlag Dr. Müller, Saarbrücken 2008, ISBN 978-3-639-01800-4 (Zugleich: Dissertation, Universität Hannover, 2007).
- Wüstenkrieg: Jemen, Somalia, Sudan in der Geostrategie der USA. Hrsg.: Jürgen Elsässer. Kai-Homilius-Verlag, Berlin 2010, ISBN 978-3-89706-421-8.
- mit Steffen Holz: Das verbotene Dorf: Das Verhörzentrum Wincklerbad der britischen Besatzungsmacht in Bad Nenndorf 1945–1947. Offizin, Hannover 2011, ISBN 978-3-930345-90-8.
- Die gemeinsame Geschichte von Wolf und Mensch: Von Wolfsmenschen und Werwölfen. Cadmos, Schwarzenbek 2013, ISBN 978-3-8404-2026-9.

### Belletristik
- Necronomicon – Lovecrafts Erben. Redrum, Berlin 2022, ISBN 978-3-95957-483-9.
- Die Bluthochzeit. Roman. Redrum, Berlin 2022, ISBN 978-3-95957-975-9.

## Medienauftritte
- Mythos: Das Geheimnis der Werwölfe (ZDF)[17]
- Abenteuer Wissen (2003, ZDF): Anhalt trat in der Sendung „Auf der Suche nach unentdeckten Lebewesen“  über Werwölfe auf.
- Welt der Wunder (2005, RTL 2, NTV, Pro 7): Anhalt wirkte in einer Episode mit dem Titel „Mythos Werwolf“  mit.
- Galileo Mystery (2007, Pro 7): In der Sendung stand die Bestie des Gévaudan im Fokus. Anhalt kommentierte die historischen Hintergründe des Werwolf-Mythos.
- NDR Hamburg (2007): Interview zum 100-jährigen Jubiläum des Tierparks Hagenbeck.
- History Channel (2008): Anhalt trat in einer Werwolf-Dokumentation auf, die sich mit dem Fall des Apothekers David Wellmann beschäftigte, der im 17. Jahrhundert als Werwolf hingerichtet wurde.